# Apogonia coriacea
Apogonia coriacea är en skalbaggsart som beskrevs av Waterhouse 1877. Apogonia coriacea ingår i släktet Apogonia och familjen Melolonthidae. Inga underarter finns listade i Catalogue of Life.